# Pierrepont (Aisne)
Pierrepont – miejscowość i gmina we Francji, w regionie Hauts-de-France, w departamencie Aisne.
Według danych na styczeń 2014 roku gminę zamieszkiwało 400 osób, a gęstość zaludnienia wynosiła 37,6 osób/km².